# Tonate
Tonate était un village de Guyane, devenu un quartier de la commune de Macouria. Ce nom provient du nom d'un colon, monsieur de Tonate.